# Kabardyjsko-Bałkarski Rezerwat Wysokogórski
Kabardyjsko-Bałkarski Rezerwat Wysokogórski (ros. Кабардино-Балкарский государственный высокогорный природный заповедник) – ścisły rezerwat przyrody (zapowiednik) w Kabardo-Bałkarii w Rosji. Znajduje się w rejonach czegiemskim i czeriekskim, a jego obszar wynosi 826,49 km². Rezerwat został utworzony dekretem rządu Rosyjskiej Federacyjnej Socjalistycznej Republiki Radzieckiej z dnia 1 sierpnia 1976 roku. Dyrekcja rezerwatu znajduje się w miejscowości Kaszchatau. Od wschodu rezerwat graniczy z Parkiem Narodowym „Alania”. W 2008 roku został zakwalifikowany przez BirdLife International jako ostoja ptaków IBA.

## Opis
Rezerwat znajduje się w środkowej części Wielkiego Kaukazu i obejmuje najwyższą część Pasma Głównego oraz dużą część Pasma Bocznego. Znajdują się tu wszystkie pięciotysięczniki Kaukazu z wyjątkiem szczytu Kazbek i szczytu Elbrus, który znajduje się w położonym na zachód od rezerwatu Parku Narodowym „Przyelbrusie”. Są tu takie szczyty jak: Dychtau (5204 m – po Elbrusie najwyższy szczyt Kaukazu), Szchara (5193 m), Kosztantau (5151 m), Pik Puszkina (5100 m), Dżangitau (5051 m). Rezerwat ma charakter typowo wysokogórski. Najniżej położony punkt rezerwatu znajduje się na wysokości 1800 m n.p.m. Piętro turniowe wraz z lodowcami, których jest tutaj 256, zajmuje 60,7 % powierzchni. Rezerwat pokryty jest gęstą siecią rzek. Największe rzeki – Czegiem, Czeriek Bezengi i Czeriek Bałkarskij – wypływają z lodowców Pasma Głównego.

## Flora
Lasy w rezerwacie występują na wysokości od 1800 m do 2300–2400 m n.p.m. zajmując 4,9% powierzchni rezerwatu, wyżej znajdują się łąki subalpejskie, a jeszcze wyżej piętro turniowe i lodowce.
W lasach rośnie głównie brzoza Raddego Betula raddeana, Betula litwinowii, różanecznik kaukaski Rhododendron caucasicum, olsza szara, rokitnik zwyczajny.

## Fauna
Fauna rezerwatu obejmuje 120 gatunków ptaków, 30 gatunków ssaków, jeden gatunek ryb, trzy gatunki płazów, cztery gatunki gadów.
Wysoko w górach występuje koziorożec kaukaski i koziorożec wschodniokaukaski. Niżej można spotkać m.in. dzika euroazjatyckiego, rysia euroazjatyckiego, niedźwiedzia brunatnego, wilka szarego, żbika europejskiego, susła.
Najbardziej charakterystycznymi gatunkami ptaków są ułar kaukaski i cietrzew kaukaski. Ptaki drapieżne na terenie rezerwatu to m.in.: orzeł cesarski, sęp płowy, orłosęp, orzeł przedni, sęp kasztanowaty, jastrząb zwyczajny, sokół wędrowny, myszołów zwyczajny.
Spośród gatunków płazów spotykana jest tu żaba z gatunku Rana pseudodalmatina, nurzaniec kaukaski i ropucha zielona, z gadów: padalec zwyczajny, jaszczurka skalna, żmije Vipera renardi i Vipera lotievi, zaskroniec zwyczajny. Ryby reprezentuje tylko pstrąg potokowy.

## Galeria

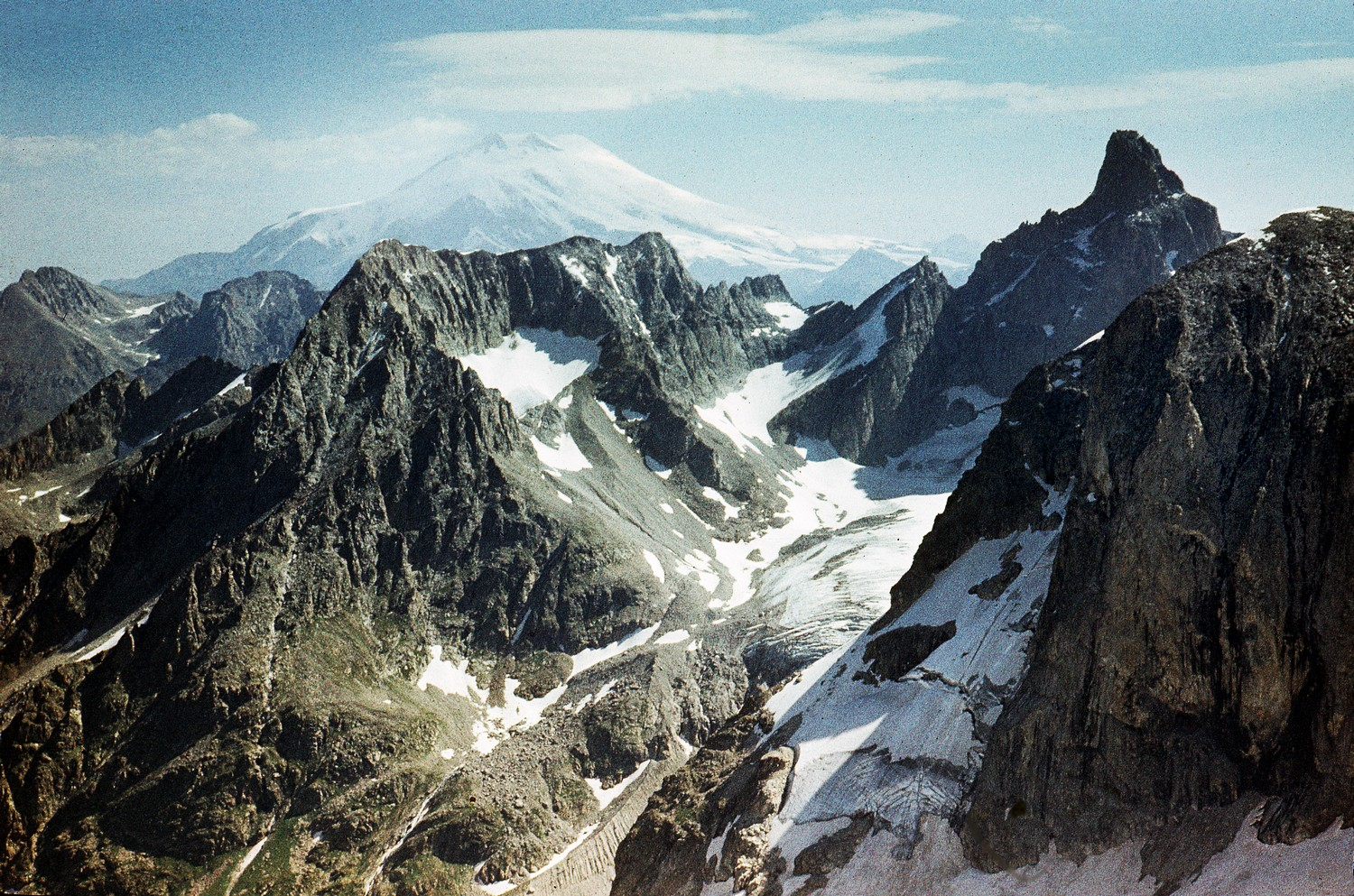
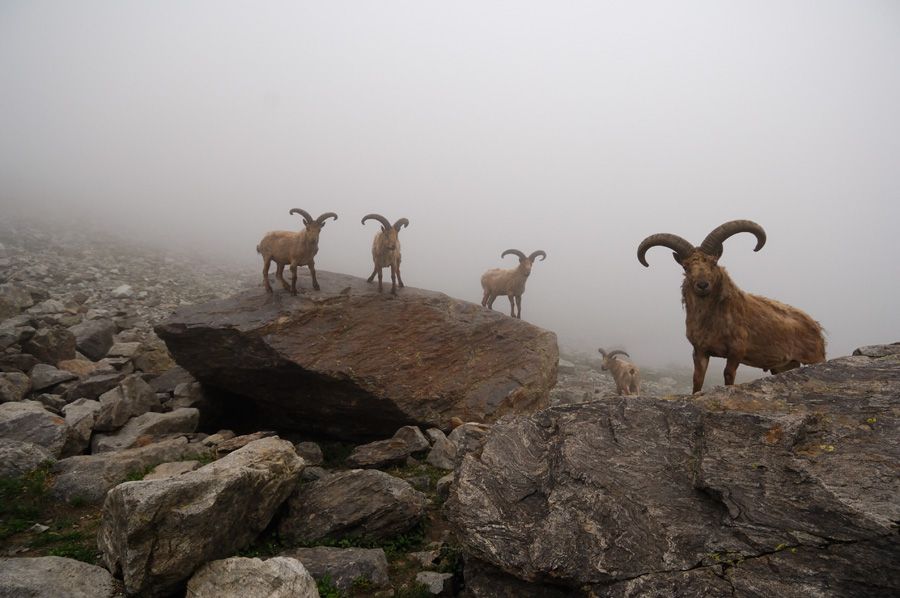
Koziorożce kaukaskie